# اکتان-۸٬۱-دیول
اکتان-۸،۱-دیول (به انگلیسی: Octane-1,8-diol) یک ترکیب شیمیایی با شناسه پاب‌کم ۶۹۴۲۰ است. که جرم مولی آن ۱۴۶٫۲۲۷ g/mol می‌باشد. شکل ظاهری این ترکیب، جامد سفید است.